# Erwin Gohlke
Erwin Gohlke (* 10. April 1954) ist ein ehemaliger deutscher Mittelstreckenläufer, der sich auf die 800-Meter-Distanz spezialisiert hatte und für die DDR startete.
Erwin Gohlke begann in Waren (Müritz) bei der damaligen BSG Lokomotive Waren/Rethwisch mit der Leichtathletik und wurde 1967 zum SC Neubrandenburg delegiert.
1973 wurde er Junioreneuropameister mit der Staffel über 4-mal 400 Meter. Bei den Leichtathletik-Halleneuropameisterschaften 1977 in San Sebastián gewann er Silber.
Von 1975 bis 1977 wurde er dreimal in Folge DDR-Vizemeister in der Halle. 1975 und 1976 wurde er außerdem im Freien Dritter bei den DDR-Meisterschaften.
Erwin Gohlke startete für den SC Neubrandenburg.

## Persönliche Bestzeiten
- 800 m: 1:46,81 min, 8. Juni 1977, Ostrava
  - Halle: 1:47,2 min, 13. März 1977, San Sebastián